# Amt Bleyen

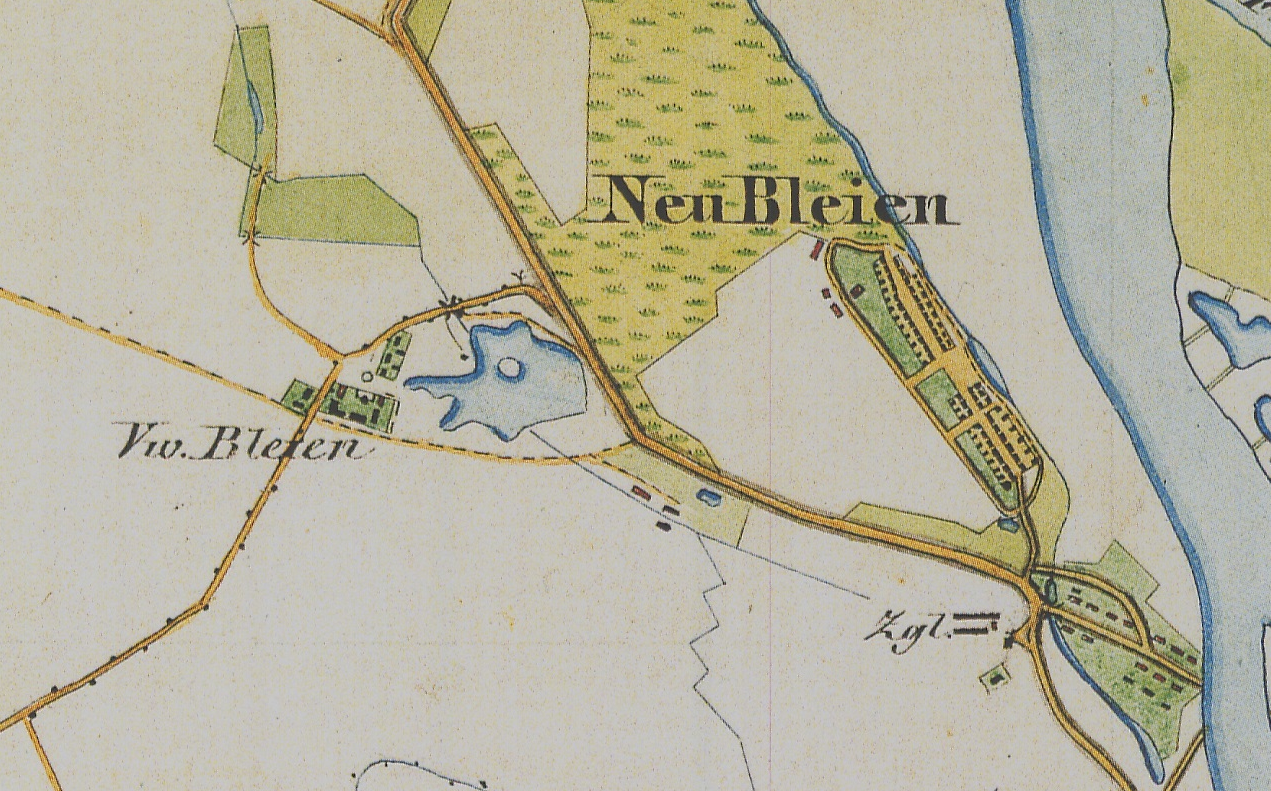
Bleyen auf dem Urmesstischblatt 3453 Küstrin-Kietz von 1857. Vw. Bleien = Altbleyen

Das Amt Bleyen war ein kleines kurfürstlich-brandenburgisches bzw. königlich-preußisches Domänenamt, das 1739 gebildet worden war. Es gehörte damals zum Königsbergischen Kreis (Neumark). Das ehemalige Amtsgebiet liegt heute bei der Stadt Kostrzyn nad Odrą (Powiat Gryfiński, Woiwodschaft Westpommern) in Polen, andererseits in der Gemeinde Bleyen-Genschmar, Amt Golzow im Landkreis Märkisch-Oderland, Brandenburg. Amtssitz war in Bleyen. Das Amt Bleyen wurde zwischen 1821 und 1824 aufgelöst. Der frühere Amtsbesitz ist 1840 unter dem Domänenamt Gorgast verzeichnet.

## Geschichte
Das Amt Bleyen wurde 1739 geschaffen, als das Amt Küstrin (auch Schlossamt Küstrin genannt), zu dem Bleyen bisher gehört hatte, aufgelöst wurde. Die beiden (Haupt-)Orte Bleyen und Drewitz (heute Drzewice) des Amtes Bleyen gehörten nachweislich seit dem 15. Jahrhundert zur Johanniterkommende Lietzen. Die Orte kamen dann im weiteren Verlauf der Geschichte an die Johanniterkommende Quartschen. Bereits 1540 nötigte Markgraf Hans von Küstrin den Johanniterorden zur Abtretung der Kommende Quartschen, der Johanniterorden erhielt dafür das Amt Schivelbein. Der größte Teil der Johanniterkommende Quartschen wurde nun in ein landesherrliches Amt umgewandelt, das Amt Quartschen. 1556 zog Johann von Küstrin die Johanniterkommende Lietzen ein. 1571 erhielten die Johanniter die Kommende Lietzen wieder zurück. Die beiden Orte Bleyen und Drewitz trennte Johann von Küstrin jedoch vom Kommendebesitz ab. Bleyen übertrug er dem Amt bzw. Schlossamt Küstrin, Drewitz dem Amt Neudamm. Sie kamen daher nach Rückgabe der Kommende Lietzen nicht mehr an den Johanniterorden zurück.

## Zugehörige Orte
Nach Bratring (1809) (Stand 1805) und dem Topographisch-statistische(n) Uebersicht des Regierungsbezirks Frankfurth a. d. O. von 1820 (Stand 1818) gehörte folgende Orte zum Amt Bleyen.
- Bleyen Amtssitzvorwerk, auf der westlichen Seite der Oder, ein Domänenbeamter, vier Büdner, Ziegelei, 682 Morgen Areal
- Neu Bleyen
- Bleyener Familienhäuser
- Drewitz (heute Drzewice, Ortsteil der Stadt Kostrzyn nad Odrą/Küstrin, Woiwodschaft Lebus, Polen), Dorf und Amtsschäferei, ein Lehnschulze, 17 Ganzbauern, 12 Kossäten, neun Büdner, 29 Einlieger, vier Leinweber, Brauerei, Teerofen, das Vorwerk ist abgebaut., 45 Feuerstellen und 415 Einwohner.
- Kietz bei Küstrin, Fischerdorf oder Vorstadt von Küstrin
- Lange Vorstadt, Vorstadt bei Küstrin

"Mitte 1822" wurde das Amt Bleyen aufgelöst. Auch im Handbuch über den königlich preussischen Hof und Staat wird es nur noch bis 1821 aufgeführt (1822 und 1823 nicht vorhanden), ab 1824 wird Amt Bleyen im Königlich Preussischen Staats-Kalender dagegen nicht mehr gelistet. Das Amtsgebiet wurde dem Amt Gorgast und dem Amt Quartschen übertragen. Das Vorwerk in Alt-Bleyen wurde 1822 in Erbpacht an den bisherigen Amtmann Lindenthal verkauft. Nach dem Generaladressbuch von 1879 war ein gewisser Wendt Besitzer des Rittergutes in Alt-Bleyen. Dieses hatte 1850 eine Größe von 851 Morgen, 1879 gibt Ellerholz die Größe mit 209 ha an. Es hatte damals aber keinen Rittergutstatus.

## Amtleute und Pächter
- 1767 August Philipp Cannabäus, Amtmann und Generalpächter, wohnt in Bleyen auf dem Amt[10]
- 1770 Johann Friedrich Hartmann, Oberamtmann und Generalpächter, wohnt in Gorgast[11]
- 1775 Johann Friedrich Hartmann, Oberamtmann und Generalpächter, wohnt in Gorgast[12]
- 1798 Gaede, Amtmann[13]
- 1801 Gaede[14]
- 1804 Gaede, Amtmann[15]
- 1814 Lindenthal[16]
- 1818 Lindenthal, Assessor[17]
- 1821 Lindenthal, Regierungsassessor[4]
- 1829/30 wurde das Gut subhastiert, also versteigert.[18]
- 1861 von Gloger[19]
- 1879 Wendt[8]

## Belege